# Slangbellan
Slangbellan är ett litterärt pris på 30 000 svenska kronor instiftat 1998 som tilldelas den bästa debutanten i barn- och ungdomsboksgenren av Sveriges Författarförbunds sektion för barn- och ungdomslitteratur. Förutom pengarna får mottagaren en snidad slangbella slöjdad av Kalle Güettler och ett diplom utformat av en professionell illustratör.

## Pristagare
Årtalen avser utgivningsåret. Prisutdelningen sker året därpå.
- 1998 – Ylva Karlsson för Tova
- 1999 – Marika Kolterjahn för I väntan på liv
- 2000 – Daniel Möller och Hampus Möller för Du! Hitta rytmen
- 2001 – Sara Kadefors för Långlördag i city
- 2002 – Solja Krapu för Jag behöver lillbrorsan
- 2003 – Johanna Thydell för I taket lyser stjärnorna
- 2004 – Katja Timgren för Det jag inte säger
- 2005 – Lotta Olivecrona för de glömda rummen
- 2006 – Gunnar Ardelius för Jag behöver dig mer än jag älskar dig och jag älskar dig så himla mycket
- 2007 – Louise Halvardsson för Punkindustriell hårdrockare med attityd
- 2008 – Kristina Digman för Floras kulle
- 2009 – Ulrika Lidbo för Decembergatans hungriga andar
- 2010 – Inti Chavez Perez för Respekt: en sexbok för killar
- 2011 – Sanne Näsling för Kapitulera omedelbart eller dö
- 2012 – Klara Persson för Molly & Sus
- 2013 – Cilla Jackert för Dagens katastrofer
- 2014 – Josefin Sundqvist för Pappersväxten[2]
- 2015 – Elisabeth Östnäs för Sagan om Turid – Kungadottern
- 2016 – Maja Säfström för Fantastiska fakta om djur[3]
- 2017 – Lisa Lundmark för Haj-Jenny
- 2018 – Helena Hedlund för Det fina med Kerstin[4]
- 2019 – Anna Hörnell för I Kalifornien skälver jorden[5]
- 2020 – Seluah Alsaati för Inte din baby[6]
- 2021 – Moa Backe Åstot för Himlabrand
- 2022 – Sara Mauritzon för Silvermannen
- 2023 – Nils Lundkvist för Kuben (Den yttersta vildmarkens historia)[7]
- 2024 – Johan Persson för IVY VS IVY [8]